# Temesvári Állami Magyar Színház
A Temesvári Állami Magyar Színház Temesváron évszázados hagyományokra támaszkodott.

## A kezdetek
Az első magyar színházi előadást itt 1828-ban tartotta a Bánságban vendégszereplő Kassai Dal- és Színésztársaság, és a vándortársulatok fellépései a 19. század 1850-es éveitől rendszeresekké váltak. A budapesti Nemzeti Színház meghívott művészei 1875-ben avatták fel Szigligeti A nőuralom c. darabjával a jelenlegi három önálló színháznak és a Temesvári Állami Operának otthont adó épületet. A század végéig felváltva játszottak benne magyar és német színtársulatok, gyakran szerepeltek a városban román és szerb művészi együttesek is. A temesvári magyar színjátszás Krecsányi Ignác igazgatósága alatt (1888–1894 és 1902–1914) bontakozott ki. Nála kezdte színészi működését Janovics Jenő, Fekete Mihály, Latabár Árpád, Medgyaszay Vilma.

## Az I. világháború után
1919. után éveken át Fekete Mihály igazgatta a temesvári magyar színházat. Műsorrendjén a divatos operettek mellett fontos helyet foglaltak el az egyetemes és a magyar irodalom jelentős klasszikus és korabeli alkotásai. Rövid ideig Franyó Zoltán volt a színház irányítója, majd Szendrey Mihály és az Ihász-Fekete társulat kapott koncessziót. Janovics Jenő együttese állandó szezont tartott Temesvárt, az 1930-as évek végén pedig a kolozsvári Thália rt. társulata állomásozott itt megszabott időközönként. A II. világháború kitörésével megszűnt a temesvári magyar színjátszás.

## A II. világháború után
Az 1940-es évek végén Magyar Népszínház alakult Kulcsár Juliska opera-énekesnő vezetésével. Ennek egyes tagjaiból és munkásszínjátszókból jött létre a német színtársulattal egy időben, 1953-ban a román nyelvű Temesvári Állami Színház magyar tagozata.
Az együttes a főiskoláról Temesvárra szerződött fiatal színészekkel erősödött, ide került Jánó János, Rácz Béla, majd Adleff Ingeborg, Fábián Ferenc, Sinka Károly, később Varga Vilmos, Balogh Éva. Nagy művészi tapasztalattal rendelkező színészek – Sarlai Imre, Sebesi Péter, Izsó Johanna – szerződtek a társulathoz, melynek művészi irányítását 1956-tól Taub János vette át. Rangos előadásban kerültek ekkor színre Szigligeti Ede, Heltai Jenő, Maeterlinck, Roblés darabjai.
Taub igazgató-főrendező vezetésével 1957. október 1-től az addigi tagozat önálló intézménnyé vált Temesvári Állami Magyar Színház néven. A sikeres produkciók sorozata Csiky Gergely: Nagymama, Figuiredo Savanyú a szőlő, Bródy Sándor A tanítónő és Medikus, G. B. Shaw Az ördög cimborája c. darabjainak sikerült bemutatóival folytatódott.
Taub távozásával 1961-től visszaesés állt be a társulat művészi tevékenységében. 1965 őszén Sinka Károlyt nevezték ki a színház igazgatójává, és Taub temesvári szerződése nyomán az 1960-as évek végétől újabb sikeres időszak köszöntött be. Taub országos feltűnést keltő előadásban vitte színre Harold Pinter A gondnok (1969) és Csehov Ivanov (1973) c. darabját.
1969 őszén a temesvári Állami Magyar Színházhoz szerződött Cseresnyés Gyula, az ő rendezései sorából kiemelkedett Németh László Villámfénynél, Hašek-Burián Svejk, a derék katona, Shakespeare II. Richárd és Csehov Ványa bácsi c. darabjának előadása. Rangosan vitte színre a társulat Mihai Berechet vendégrendezésében Krleža A Glembay Ltd. c. darabját (1975). A sikerekben gazdag periódus után megritkultak a gondosan kidolgozott előadások, sok jeles színész máshova szerződött, s nagy veszteséget jelentett Fábián Ferenc kiváló színművész korai halála.
Sajátos helyzetéből eredően a temesvári Állami Magyar Színház bizonyosfajta korszerűen értelmezett népszínház eszményi megvalósítására törekedett, rendszeresen felkeresve Arad- és Temes megye magyarok által is lakott városait és falvait.
A színház műsorán kezdettől fogva megfelelő arányban jelentkeztek a romániai magyar írók színművei, számos esetben ősbemutatóval. A hazai szerzők itt előadott munkái közt szerepelt Anavi Ádám, Csávossy György, Csiki László, Fodor Sándor, Földes Mária, Hajdu Győző, Károly Sándor, Kiss László, Kocsis István, Komzsik István, Lászlóffy Csaba, Méhes György, Sütő András, Szabó Lajos, Tomcsa Sándor, Tömöry Péter darabja.
A magyar klasszikusok tiszteletére rendezett ünnepi műsorok mellett hazai szerzőket szólaltatott meg a Zászlóhajtás (1966), Hazám (1969), Ifjúságunk hatalom (1972), Neked (1972), Amit az idő parancsol (1974), Megálltam melletted (1975) c. irodalmi stúdió-műsor. Külön estén szerepeltek összeállítások Olosz Lajos és Endre Károly, majd Bodor Pál verseiből; Szilágyi Domokos emlékének szentelt Egyenes beszéd c. műsorával Mátray László I. díjat nyert a Megéneklünk, Románia-fesztivál bukaresti seregszemléjén (1979).